# Portet-d'Aspet
Portet-d'Aspet é uma comuna francesa na região administrativa de Occitânia, no departamento de Alta Garona. Estende-se por uma área de 13,93 km². Em 2010 a comuna tinha 63 habitantes (densidade: 4,5 hab./km²).